# Per Ludvig Tranéus
Per Ludvig Tranéus, född 28 februari 1826 i Göteborg, död 29 januari 1892 i Brooklyn, USA, var en svenskamerikansk läkare.
Per Ludvig Tranéus var son till Anders Peter Tranéus. Han blev student vid Uppsala universitet 1844 och blev 1849 medicine kandidat, 1851 medicine licentiat där samt efter disputation samma år medicine doktor 1868. Efter diverse kortare förordnanden blev han lasaretts- och kurhusläkare i Uddevalla 1854, andre läkare vid Sahlgrenska sjukhuset i Göteborg 1860, fattigläkare i Majorna 1862 och läkare vid sjukhuset där 1863. 1870–1871 vistades han i USA för studier och läkarpraktik. Han återvände 1873 definitivt dit och bosatte sig som praktiserande läkare i New York 1873 samt i Brooklyn 1880. Bland Tranéus tryckta skrifter märks Hemläkaren, en hjelpreda för landtboer såväl i Sverige som Amerika (1874).